# Hermann Samuel Reimarus

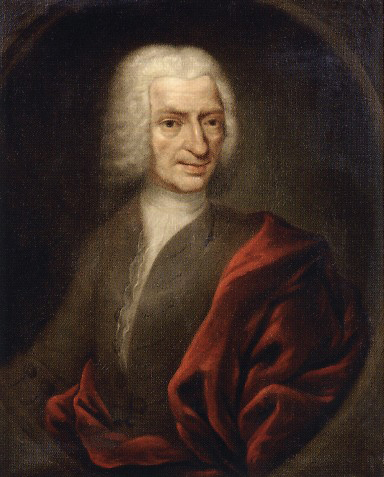
Hermann Samuel Reimarus; Ölgemälde von Gerloff Hiddinga, 1749

Hermann Samuel Reimarus (* 22. Dezember 1694 in Hamburg; † 1. März 1768 ebenda) war Gymnasialprofessor für orientalische Sprachen in Hamburg, Vertreter des Deismus und Wegbereiter der Bibelkritik in der Frühzeit der Aufklärung.

## Leben
Hermann Samuel Reimarus wurde als erstes Kind von Nikolaus Reimarus und Johanna Wetken geboren.
Väterlicherseits einer lutherischen Pfarrerfamilie, mütterlicherseits einer angesehenen Familie des Hamburger Bürgertums entstammend, erhielt Reimarus von 1708 an eine gründliche Schulbildung am Hamburger Johanneum, an dem sein Vater als Lehrer tätig war. Diese vertiefte er ab 1710 unter der Obhut des Theologen, Latinisten und Gräzisten Johann Albert Fabricius am Akademischen Gymnasium.
Mit 19 Jahren nahm Reimarus 1714 sein Studium der Theologie, der Philosophie und der orientalischen Sprachen an der Universität Jena auf. Mit Hilfe seines Hamburger Lehrers Fabricius wechselte er 1716 nach Wittenberg, wo er mit einer Disputation über hebräische Lexikologie die Magisterwürde erreichte und 1719 zum Adjunkt der philosophischen Fakultät wurde. In den Jahren 1720/21 unternahm Reimarus eine Studienreise in die Niederlande und nach England und nahm nach kurzem Aufenthalt in Wittenberg 1723 den Rektorposten an der Wismarer Stadtschule an.
Nachdem er, von Fabricius unterstützt, 1728 die Professur für orientalische Sprachen am Akademischen Gymnasium in Hamburg angenommen hatte, heiratete Reimarus noch im selben Jahr Johanna Friederike Fabricius (1707–1783), die Tochter seines Kollegen und ehemaligen Lehrers. Von den sieben Kindern der Familie erreichten nur der älteste Sohn Johann Albert Heinrich Reimarus und die Tochter Margaretha Elisabeth, genannt Elise Reimarus, das Erwachsenenalter.
40 Jahre lang blieb Reimarus in seinem Rektoramt am Akademischen Gymnasium. In dieser Zeit verfasste er einige philologische, theologische und philosophische Schriften (siehe das Werkverzeichnis), entwickelte sich zu einer bedeutenden und angesehenen Person der Hamburger Öffentlichkeit, bewegte sich in aufgeklärten Kreisen und knüpfte Kontakte zu wichtigen Persönlichkeiten seiner Zeit. Reimarus war einer der Initiatoren der 1765 gegründeten Hamburger Gesellschaft zur Beförderung der Künste und nützlichen Gewerbe. Seit 1760 war er Ehrenmitglied der Russischen Akademie der Wissenschaften in Sankt Petersburg.
Knapp zehn Tage vor seinem Tod am 1. März 1768 lud Reimarus seine Freunde zum Essen ein und sagte ihnen, dies sei sein Abschiedsmahl.

## Werk
In schriftstellerischer Hinsicht war Reimarus zeitlebens äußerst produktiv. Nach kleineren Studien und Editionen in jüngeren Jahren vollendete er 1734 eine Übersetzung und Kommentierung des Buches Hiob, die der Hamburger Frühaufklärer Johann Adolf Hoffmann begonnen hatte. 1737 publizierte Reimarus eine Würdigung von Leben und Werk seines Schwiegervaters Johann Albert Fabricius, dessen Werkausgabe des römischen Historikers Dio Cassius (155–235 n. Chr.) er fortführte und in zwei Bänden 1750 sowie 1752 veröffentlichte.
Die Reihe seiner eigenen philosophischen Werke begann 1754 mit der Veröffentlichung der zehn Abhandlungen über „Die vornehmsten Wahrheiten der natürlichen Religion“ – einem Werk, mit dem er sich als „typischer Vertreter der deutschen Aufklärung“ und „philosophisch gewandter Verteidiger des christlichen Glaubens gegen den Atheismus französischer oder englischer Machart“ etablierte. Auf diese überaus erfolgreiche Schrift folgten 1756 die „Vernunftlehre als eine Anweisung zum richtigen Gebrauch der Vernunft in der Erkenntnis der Wahrheit“ sowie 1760 eine Schrift über die „Allgemeine Betrachtungen über die Triebe der Thiere“.
Mit diesem umfangreichen und vielseitigen Werk galt Reimarus bereits zu Lebzeiten als einer der wichtigsten Vertreter der aufgeklärten Popularphilosophie.
Sein bedeutendstes Werk jedoch, die „Apologie oder Schutzschrift für die vernünftigen Verehrer Gottes“ – ein „antichristliches Pamphlet ungekannter Schärfe“ – an der er von 1736 bis 1768 parallel zu seinem offiziellen Werk gearbeitet hatte, wagte Reimarus zu Lebzeiten nicht zu veröffentlichen, weil er um seine bürgerliche Existenz fürchtete. Er war sich bewusst, dass die damalige Generation noch nicht für die bibel- und religionskritische Schrift bereit war, welche sich gegen den Biblizismus und die lutherische Orthodoxie wandte und letztlich in grundsätzlicher Negation des christlichen Offenbarungscharakters mündete. Damit enthielt die Schrift auch Sprengstoff für die „gottgewollte“ absolutistische Kleinstaaterei in Deutschland. Reimarus schrieb im „Vorbericht zur Apologie“:

„Die Schrift mag im Verborgenen, zum Gebrauch verständiger Freunde liegen bleiben; mit meinem Willen soll sie nicht durch den Druck gemein gemacht werden, bevor sich die Zeiten nicht aufklären.“

## Die von Lessing veröffentlichten Fragmente
Nach Reimarus’ Tod gelangte Gotthold Ephraim Lessing über dessen Kinder, mit denen er befreundet war, in den Besitz einer früheren Fassung der Apologie und begann ab 1774 stückweise Auszüge aus der Schrift zu veröffentlichen. Um die Familie Reimarus zu schützen, gab er jedoch nicht den Namen des Verfassers bekannt. Tatsächlich reagierten die Vertreter der Orthodoxie – vor allem Johann Melchior Goeze, Johann Heinrich Reß, Johann Balthasar Lüderwald und Johann Daniel Müller – empört auf die Veröffentlichung der Fragmente durch Lessing. Der durch Goeze von der Theologie auf die Politik ausgeweitete erbitterte Streit zog sich bis 1780 hin. Erst 1814, als Albert Hinrich Reimarus die vollständige Handschrift der Apologie der Hamburger Bibliothek vermachte, bestand endgültige Klarheit über die Identität des Verfassers. Der zu Lebzeiten hoch angesehene Gelehrte Reimarus wurde daraufhin posthum äußerst kontrovers diskutiert.

### Fragmente eines Wolfenbüttelschen Unbekannten
Die Veröffentlichung der Reimarus-Fragmente durch Lessing unter dem Titel Fragmente eines Wolfenbüttelschen Ungenannten, von denen er sagt, sie seien „mit der äußersten Freimütigkeit, zugleich aber mit dem äußersten Ernste geschrieben“, ohne „Spöttereien und Possen“, verursachte den sogenannten „Fragmentenstreit“, die wohl größte theologische Kontroverse im Deutschland des 18. Jahrhunderts.
Ausgangspunkt der Argumentation von Reimarus war die Feststellung, dass in vielen aufgeklärten europäischen – vor allem protestantischen – Staaten verschiedene christliche Konfessionen und auch Juden toleriert wurden, in Russland sogar Muslime, nicht jedoch die Anhänger einer natürlichen vernünftigen Religion, welche sich nicht auf eine Offenbarung gründeten: „Eine reine vernünftige Religion zu haben und zu üben, ist wenigstens in der Christenheit nirgend erlaubt.“ Selbst die alten Israeliten hätten betende Fremdlinge, die Noahs Religion – also der von Reimarus so genannten natürlichen, vernünftigen Religion – anhingen und keine Götzen anbeteten, vor den Toren des Tempels geduldet, auch wenn sie die jüdischen Regeln nicht beachteten. Die zeitgenössischen Prediger wollten jedoch die Menschen zuerst zur blinden Akzeptanz ihrer von Kindheit an ausgeübten Religion nötigen und ihnen die vernünftige Einsicht bis zu einem reiferen Alter „versparen“. Ihnen werde die Vernunft als „schwache, blinde, verdorbene und verführerische Leiterin“ vorgestellt; sie helfe angeblich nicht zur Seligkeit. Reimarus kritisiert die theologische Schulmeisterei: Man könne unverständigen Kindern leicht ein Blendwerk wie den Schrecken vor der Hölle vormachen. Doch könne Gott den Weg zur Seligkeit nicht vom Verständnis der Offenbarung abhängig gemacht haben. So sei die Hälfte der neugeborenen Kinder in den großen Städten bis zum vierten Lebensjahr gestorben – hier zieht Reimarus sogar Statistiken heran –; nur ein Drittel erreiche das zehnte Lebensjahr, mit dem etwa das selbstständige Denken einsetze.
Reimarus zeigt, dass die Auffassung dieser Prediger, wonach der natürliche Mensch unfähig sei, den Geist Gottes zu erfassen und nur durch Gehorsam die Offenbarung erlangen könne, auf einer Fehlübersetzung und Fehlinterpretation des 1. Korintherbriefs beruht: Paulus meine hier die fleischlich gesinnten Menschen, die voller Affekte und Arglist seien und die Wirkungen des Geistes Gottes nicht wahrnehmen könnten. Auch solle die Vernunft Paulus zufolge nicht unter den Gehorsam Christi gestellt werden, sie solle vielmehr die Korinther zum Gehorsam Christi überzeugen (2. Brief des Paulus an die Korinther). Gemeint sei also nicht der Gehorsam des blinden Glaubens. Die Regeln, welche die Natur bestimmen, seien nicht falsch, sonst müssten Noah und seine Nachkommen, die die Offenbarung noch nicht empfingen, von Natur aus verdorben sein. Eine geoffenbarte Religion, die alle Menschen zweifelsfrei glauben könnten, gebe es nicht; sie müsste in sich völlig widerspruchsfrei und vernünftig sein. Ihre Existenz wäre ein übernatürliches Wunder. Dass aber Gott beständig übernatürliche Wunder tun sollte, entspräche nicht seinem Wesen; sonst hätte er die Menschen nicht mit den Mitteln zur natürlichen Erkenntnis wie den Augen ausgestattet. Gott würde nicht „für jeden Menschen einen Engel vom Himmel kommen lassen, der ihn leitete und zupfte“. Auch hätte er die Offenbarung nicht durch wenige Menschen oder Völker an andere weitergegeben, da sie dadurch weniger glaubwürdig erschienen, zumal sich nicht nur die Offenbarungen verschiedener Völker, sondern selbst die Lehren von Paulus und Jakobus widersprächen.
Nur der Glaube an die Unsterblichkeit der Seele sei bei allen Völkern verbreitet, nach Aussage des Pausanias zuerst bei den Indern und Chaldäern, nach Aussage Herodots bei den Ägyptern, Cicero zufolge bei allen Nationen. Dass aber Mose überhaupt eine in diesem Sinne „seligmachende Religion hat offenbaren wollen“, kann Reimarus nicht erkennen. Auch Jakob fordere von Gott nur Brot und Kleider, keine Seligkeit. Die von Moses’ Gesetz vorgeschriebenen Gebräuche zeigten nicht mehr Weisheit und Verstand als die heidnischen; auch er verspreche „alles, was auf der Welt angenehm sein mag“ und drohe mit „allem, was in diesem Leben fürchterlich und erschrecklich sein kann“; er motiviere die Israeliten also „mit leiblichen Strafen und Belohnungen dieses Lebens“. Nicht ein einziger Segen oder Fluch Moses sei auf Seligkeit oder Verdammnis nach diesem Leben gerichtet; er versuche nur mit Verstandesgründen die levitischen Gebräuche beim Gottesdienst und damit die Verehrung seines Gottes statt der der heidnischen Götter durchzusetzen. Der „Geruch von dem verbrannten Fette“ beim Opfer sei aber derselbe. Dieser „Gestank und Schmauch“ sei der Vollkommenheit Gottes unwürdig. Die „feigen Israeliten“ seien aber selbst durch die ihnen eröffnete Hoffnung auf Milch und Honig nicht bereit gewesen, das Land der Kinder Enaks zu erobern. Sie seien lieber 40 Jahre in der Wüste umhergeirrt. Hätten Mose und Josua sie nicht wie die Druiden die Kelten erfolgreich ermuntern können, sich durch tapfere Taten ein besseres Leben nach dem Tode zu verdienen? Das taten sie aber nicht. Auch darüber, wie die Frommen im Vergleich zu den Gottlosen belohnt werden sollen, schweige sich das Alte Testament aus. Mit dem Ende des Lebens seien stets auch Tugend und Hoffnung am Ende. So droht Jesaja den Sündern nur, dass ihre „Missetat nicht solle vergeben werden, bis ihr sterbet“. Auf die von Ijob und anderen immer wieder gestellte Frage, warum es den Frommen nicht besser als den Gottlosen ergehe, antwortet die Schrift „nichts“, oder allenfalls, dass es ihnen selbst in diesem Leben oder dass es ihrem Samen (Nachfahren) einstmals besser gehen werde. Mehr als das Letztere wagen auch fromme Männer in ihrer Sterbestunde nicht zu erhoffen, woraus Reimarus (übrigens im Anschluss an den Pentateuch-Kommentar des Jean Leclerc) schließt, dass es zu Moses Zeiten und auch später noch keine Vorstellung von der ewigen Seligkeit bei den Israeliten gab. Vielmehr sei das Alte Testament aus der Perspektive des Neuen Testaments falsch interpretiert und sogar falsch übersetzt worden. Den Glauben an die Unsterblichkeit der Seele hätten die Israeliten erst nach der Babylonischen Gefangenschaft von den Chaldäern oder anderen Völkern übernommen. (Dieser hat tatsächlich erst seit dem 1. Jahrhundert v. Chr. eine größere Rolle gespielt.)
Im Fünften Fragment zählt Reimarus „zehn Widersprüche“ in den Auferstehungsberichten der Evangelien einzeln auf. So sei es unverständlich, dass Matthäus zufolge die Hohepriester noch vor den Aposteln von der Auferstehung gewusst haben sollen, wenn Jesus seine Auferstehung diesen gegenüber angekündigt hätte. Die Apostel hätten nichts getan, um den Anschein eines Betruges durch den Raub des Leichnams Jesu zu vermeiden, teilten sie doch selbst zunächst die Auffassung, dass der Leichnam geraubt worden sei. Statt von Jesu Auferstehung zu sprechen, klagten sie zunächst darüber, dass ihre Hoffnung auf Erlösung mit dem Tode Jesu erloschen sei. Matthäus und Johannes, die anders als Markus und Lukas von sich sagen, Jesus selbst gekannt zu haben, berichten von keiner Himmelfahrt, sondern nur von seinem Verschwinden. Die verschiedenen Erzählungen der Auferstehung widersprächen sich „in Personen, Zeit, Ort, Weise, Absicht, Reden, Geschíchten, so mannigfaltig und offenbar“, dass man dem Zeugnis der Apostel bzw. der Evangelisten nicht trauen könne.
Reimarus’ ausführlich begründete Zweifel an der Göttlichkeit der Offenbarung, an Wundern wie dem Durchzug der Israeliten durch das Rote Meer, die von ihm pedantisch auf ihre Plausibilität in quantitativer, geographischer und zeitlicher Hinsicht überprüft werden, und insbesondere an der Glaubwürdigkeit der von ihm ebenso sorgfältig analysierten widersprüchlichen Überlieferungen der Auferstehungsgeschichte führen ihn zu der These,

„[…] Dass der Beweis aus der Schrift für die Auferstehung Jesu vor dem Richterstuhl der Vernunft in Ewigkeit nicht bestehen kann […]“

Reimarus’ deistische Religionskritik diente als Ausgangspunkt für die nachfolgende Leben-Jesu-Forschung und setzte erhebliche Impulse für die historisch-kritische Arbeit an den Schriften des Alten und Neuen Testamentes. Die Wolfenbütteler Fragmente sorgten seit dem Zeitalter der Aufklärung bis in die neuere Zeit für Unruhe unter den kirchlich organisierten Christen, so dass die gesamte Apologie des Reimarus im Umfang von 1500 Seiten erst 1972 in Deutschland veröffentlicht werden konnte.
In seinen kritischen Bemerkungen zu den Fragmenten (Gegensätze des Herausgebers) fordert Lessing, dem es um die Kritik der Buchstabengläubigkeit der orthodoxen Theologen einerseits, aber vor allem eines allzu rationalistischen, nicht auf die Bibel gestützten Religionsverständnisses der Neologen andererseits ging, die Vernunft müsse bereit sein, sich vom Gehorsam des Glaubens gefangen nehmen zu lassen. Zwischen der gefühlten Offenbarung und dem Buchstaben der Schriften der Offenbarung bestehe ein Unterschied. Die Seligkeit sei „nicht an die mühsame Erforschung dieser (Schriften), sondern an die herzliche Anteilnahme jener (der Offenbarung) gebunden“. Sicherlich seien dem israelitischen Volk auch die Götter der Heiden Götter gewesen und ihr eigener lediglich der weiseste und mächtigste, doch es sei nach dem Babylonischen Exil der transzendentalen Wahrheit der Einheit Gottes Schritt für Schritt näher gekommen. Die Offenbarung sei ein allmählicher Erziehungsprozess gewesen, wobei er der Vernunft eine wichtige Rolle in diesem Prozess zuweist. War für Reimarus das Fehlen der Idee des ewigen Lebens ein Beweis dafür, dass die Evangelien nicht einer göttlichen Offenbarung entsprungen sein können, so betrachtet Lessing die Idee des ewigen Lebens als Resultat dieses Erziehungsprozessen. Die im vierten Reimarus-Fragment festgestellte Tatsache, dass im Alten Testament der „Bewegungs-Grund“ für den Gehorsam gegen Gott nur leibliche Strafen und irdische Belohnungen seien, wird von Lessing als eine erste Stufe dieses moralischen Erziehungsprozesses gewertet, wie sie typisch für die Kindheit sei. Der im Alten Testament zu findende Hinweis, dass die Sünden der Väter bis ins dritte und vierte Glied gerächt würden, sei nur eine „Vorübung auf die Lehre von der Unsterblichkeit der Seele“ und die Widersprüche in der Auferstehungsgeschichte seien nicht die der Zeitzeugen, sondern der späteren Geschichtsschreiber. Eine allzu einförmige Überlieferung sei eher verdächtig als eine voller „Verschiedenheiten“. Für Lessing sind die von Reimarus vorgetragenen Argumente selbst noch Ausdruck des Denkens der lutheranischen Orthodoxie, die „einen jeden Evangelisten in jeder Sylbe retten will“, um daraus eine widerspruchsfreie Synthese herzustellen. Diese Harmonisierung könne nicht gelingen; sie nähme als reine Konstruktion jedem Evangelisten „das Seine“, und daher mache auch die Suche nach minimalen Widersprüchen wenig Sinn. In der Akzeptanz mehrerer Evangelien in ihrer Widersprüchlichkeit zeigt sich die hohe Ambiguitätstoleranz Lessings, die der lutherischen Theologie der Zeit provozierend erschien.

### Vom Zwecke Jesu und seiner Jünger
In dem später (1778) ebenfalls von Lessing veröffentlichten Fragment Von dem Zwecke Jesu und seiner Jünger wird deutlich, dass Reimarus in der geringen Glaubwürdigkeit der von seinen Jüngern überlieferten Auferstehungsgeschichte geradezu eine Bestätigung des Selbstverständnisses und Anspruchs Jesu als weltlicher Befreier Israels und Erneuerer der jüdischen Religion sieht – im Gegensatz zur später durch die Apostel verbreiteten Version vom leidenden geistlichen Erlöser. Durch die Lehre Jesu seien zwar auch die Heiden zum Reiche Gottes eingeladen worden; er habe die Reduzierung der jüdischen Religion auf die Einhaltung äußerlicher Zeremonien zu überwinden versucht. Allerdings habe er keine neuen Zeremonien gestiftet, die zur Aufhebung jüdischer Gesetze dienen sollten. Das gelte auch für das Abendmahl. Die Taufe im Namen einer göttlichen Dreifaltigkeit sei eine spätere Fehlinterpretation; der „Geist des Herrn“ meine nur eine besondere Begabung und Sohn Gottes sei nur ein Ehrentitel. Die von Jesus verheißene Erlösung beziehe sich nur auf das Volk Israel. Sie sei von den Juden zunächst eindeutig als weltliche Erlösung von weltlicher Knechtschaft durch mächtige Taten eines Messias verstanden worden, nicht als geistliche Erlösung der ganzen Menschheit. Erst als die weltliche Erlösung ausblieb und Häme und Spott über den Tod des angeblichen Königs der Juden einsetzten, hätten die Apostel und Evangelisten die Lehre vom leidenden geistlichen Erlöser der ganzen Menschheit geschaffen. Sie ließen diejenigen Elemente der Erzählung weg, die nicht in dieses Bild passten, und fügten andere hinzu, die die ursprünglichen Absichten Jesu mit Ausnahme einiger aus Unachtsamkeit stehengebliebener Reste des alten systema (Narrativs oder Lehrgebäudes) nicht mehr erkennen ließen. Seine Absicht sei gewesen, ein weltliches Reich zu errichten und Israel zu befreien, auch mit aufrührerischen Maßnahmen wie der Verbreitung von Unruhe im Tempel, seinen Einzug nach Jerusalem und die Mobilisierung der Massen zu Ostern. Erst kurz vor seinem Tode seien ihm ernste Zweifel am Erfolg gekommen. Da den Jüngern die Auferstehung Jesu von ihm nie wirklich verheißen worden sei, wurden sie entweder von der Entdeckung des leeren Grabes überrascht; vermutlich hätten sie den Leichnam sogar selbst gestohlen. Außer ihnen habe später niemand behauptet, den angeblich Auferstandenen gesehen zu haben.
Die Wiederkehr Jesu und die Errichtung des weltlichen Königreichs der Israeliten sei dann von den Aposteln immer weiter in die Zukunft verschoben worden. Zur Begründung dieser Verschiebung der Wiederkehr des Messias konnten sie an die Überlieferung einer jüdischen Minderheit anknüpfen, wonach er zweimal erscheinen werde, das erste Mal arm und unerkannt auf einem Esel reitend, das zweite Mal aber als triumphierender Herrscher. Diese Erzählung hätten die Apostel, die als Jünger Jesu ihre früheren Gewerbe aufgegeben hatten, zu einer für sie finanziell einträglichen rein geistlichen Erlösungslehre und zur Kritik der jüdischen Theologie weiterentwickelt. Die Religion Jesu sei nicht die der Christen gewesen.

## Werkverzeichnis
- Abhandlungen von den vornehmsten Wahrheiten der natürlichen Religion (1754).
- Die Vernunftlehre, als eine Anweisung zum richtigen Gebrauch der Vernunft in der Erkenntnis der Wahrheit (1756).
- Allgemeine Betrachtungen über die Triebe der Thiere, hauptsächlich über ihre Kunsttriebe. Zum Erkenntniss des Zusammenhanges der Welt, des Schöpfers und unser selbst (1760); 2. Auflage, Johann Carl Bohn, Hamburg 1762 (Scan in der Google-Buchsuche).
- Apologie oder Schutzschrift für die vernünftigen Verehrer Gottes (geschrieben 1735–1767/68, als Gesamtwerk bekannt seit 1814, erstmals vollständig gedruckt 1972 und von Gerhard Alexander ediert. Im Insel-Verlag, Frankfurt).
- Kleine gelehrte Schriften. Vorstufen zur Apologie oder Schutzschrift für die vernünftigen Verehrer Gottes. Hrsg. von Wilhelm Schmidt-Biggemann. Veröffentlichung der Joachim-Jungius-Gesellschaft der Wissenschaften Hamburg 79. Vandenhoeck & Ruprecht, Göttingen 1994, ISBN 3-525-86270-9 (656 S.).
- Abhandlungen von den vornehmsten Wahrheiten der natürlichen Religion. Fünfte Auflage, durchgesehen, und mit einigen Anmerkungen begleitet von Johann Albert Heinrich Reimarus [1729–1814]. Bohn, Hamburg 1781 (704 S.).

Siehe auch Weblinks.

## Gegenschrift
Einer der schärfsten Kritiker Lessings und Reimarus’ war der Radikalpietist Johann Daniel Müller (1716 bis nach 1785) aus Wissenbach (Nassau), dem heutigen Ortsteil von Eschenburg. Er veröffentlichte anonym die Schrift
- Der Sieg der Wahrheit des Worts Gottes über die Lügen des Wolfenbüttelschen Bibliothecarii, [Gotthold] Ephraim Lessing, und seines Fragmenten-Schreibers [d. i. Hermann Samuel Reimarus] in ihren Lästerungen gegen Jesum Christum, seine Jünger, Apostel, und die ganze Bibel (1780).[28]

## Trivia
Nach Hermann Samuel Reimarus ist die Reimarusstraße in der südlichen Hamburger Neustadt (Portugiesenviertel) benannt.
Hermann Samuel Reimarus war einer der Initiatoren der 1765 gegründeten Patriotischen Gesellschaft. Nach ihm ist der Reimarus-Saal im Gebäude Trostbrücke 6 in Hamburg benannt.